# الحرب المقدونية الثانية
الحرب المقدونية الثانية (200-197 قبل الميلاد) وبين مقدونيا، بقيادة فيليب الخامس المقدوني، وروما، والمتحالفة مع بيرغامون ورودس. وكانت النتيجة هزيمة فيليب الذي اضطر للتخلي عن كل أملاكه في اليونان. على الرغم من أن الرومان أعلنت "حرية الإغريق"، تميزت الحرب بمرحلة هامة في زيادة التدخل الروماني في شئون شرق البحر الأبيض المتوسط التي من شأنها أن تؤدي في النهاية إلى غزوهم للمنطقة بأسرها.